# Хаљина без бретела
Хаљина или горњи део без бретела је одећа која остаје постављена око горњег дела тела без бретела или других видљивих средстава. Обично је подржан унутрашњим корсетом или грудњаком, при чему затегнутост стезника спречава да хаљина исклизне из положаја. 

## Историја

### 1930-их до 1980-их
Хаљина без бретела се први пут појавила 1930-их, а од касних 1940-их, Кристијан Диор.  У издању часописа Life од 18. јула 1938. тврдило се да је „вечерња хаљина без бретела, без рукава“ изум из 1937–38.  Међутим, то је претходила 1930. од стране глумице Либи Холман, која је те године фотографисана у хаљини без бретела.  Холман се повезивала са хаљином без бретела и редовно је заслужна за њено измишљање,    или је барем била једна од њених првих високопрофилних носилаца. 
Хаљине без бретела остале су популарне након Другог светског рата, а стил се понекад описује као „голи изглед“.  Једна од најпознатијих хаљина без нараменица овог периода била је црна сатенска хаљина коју је носила Рита Хејворт за песму и плес у Гилди.  Упркос томе, конзервативнији купци могу додати бретеле својим новим хаљинама без бретела.  Стил је такође био проблематичан за оне који су приговарали његовој уоченој нескромности. Током 40-их и 50-их, католички активисти у Сједињеним Државама протестовали су против „нескромне” одеће, укључујући дводелне купаће костиме и хаљине без бретела.  Војска Сједињених Држава је 1954. покушала да забрани војним женама и кћерима у Немачкој да носе шортс, фармерке и хаљине без бретела, „осим на одговарајућим друштвеним функцијама“. 
Током 1970-их, Халстон је дизајнирао неструктурирану хаљину без рамена.  Горњи део се носио као лежерна опција без бретела,  а до 1980-их, хаљине без бретела су се шивале од еластичних тканина које нису захтевале кости или унутрашњу структуру. 

### 1990-е па надаље
2012. хаљина без бретела је описана као најтраженији стил за западњачке венчанице.  Вера Ванг је понекад заслужна за увођење овог стила венчања у првој деценији 21. века,  иако су хаљине без бретела биле све валиднија опција од 1990-их па надаље са све већом популарношћу формалних грађанских венчања.   Међутим, за верска венчања, стилови без бретела и са отвореним раменима су потенцијално контроверзни,  и упркос популарности венчанице без бретела, неки сматрају да је то „одбацивање девичанског идеала“. 
Хаљина без бретела је такође веома популаран стил за моду на црвеном тепиху.

## Друштвени и културни контекст
Од свог увођења, одећа без бретела се показала проблематичном у многим контекстима. Почетком 21. века, многе школе и радна места изричито забрањују одећу без бретела као део свог кодекса облачења. Истраживање из 2012. је показало да 72% Американаца сматра да су мајице без бретела неприкладна канцеларијска одећа. 

### Религијски ставови
Одећа без бретела може бити издвојена за посебну осуду од стране проповедника и свештеника. 2005. одећа без бретела, заједно са другим одевним предметима који откривају као што су мини сукња и провидна одећа су проглашена "сатанском" од стране муслиманског хоџе.  Спенсер В. Кимбал, 12. председник Цркве Исуса Христа светаца последњих дана, изјавио је да хаљине без бретела нису ни праведне ни одобрене, и да ниједна жена светаца последњих дана не би смела да је носи у било ком тренутку,  док су их други свеци прогласили „гнусношћу у Господњим очима“.  Такви ставови не морају нужно да одражавају ставове већине њихове повезане религије, иако је правило да је одећа без нараменица прихватљива само у верским контекстима, као што су католичке цркве или јеврејске бат мицве, ако су покривена рамена и руке. 